# アンドロメダ座ラムダ星
アンドロメダ座λ星（アンドロメダざラムダせい、λ Andromedae、λ And）は、アンドロメダ座にある連星系である。地球からの距離は約86光年で、見かけの明るさは平均で3.8視等級である。都市部の中でなければ、肉眼で十分みることができる明るさである。

## 特徴
主星のスペクトル型は G8IV 型となっており、主系列星よりも進化が進んだ黄色の準巨星の段階にある恒星である。質量は太陽よりやや大きい程度であるが、半径は太陽半径の8倍弱にまで膨張している。光度は太陽の約29倍程度、有効温度は約 4,630 K と推定され、G型星の特徴を示す。以前の研究においては、求められるアンドロメダ座λ星のスペクトル型は G6 型から K1 型までばらつきがあり、準巨星ではなくさらに進化した巨星であるとされることもあった。磁場や恒星風などの分析によると、主星は最初の汲み上げ効果を最近経験したばかりであり、ヘルツシュプルング・ラッセル図上における赤色巨星分枝の段階に入り始めていると考えられているが、現在も光球の周囲に高温のコロナを有していることから準巨星と見做されている。2025年に公表された研究では、ドップラーイメージング (Doppler imaging) での観測によって主星表面にある恒星黒点の存在が識別されている。
アンドロメダ座λ星は1899年にウィリアム・ウォレス・キャンベルによって視線速度の変化が発見されたことをきっかけに伴星を持つ分光連星であることが判明した。伴星の公転周期は約20日半で、主星と伴星は少なくとも約 190万 km 離れている。伴星は質量が太陽の1割前後しかない小さな天体と予想されており、おそらくL型褐色矮星であるとみられている。

### 変光
アンドロメダ座λ星はりょうけん座RS型変光星であり、明るさは0.225等級程度の変化を示し、明るい時には3.65等級になる。変光の周期は時間によって変化するが、概ね自転周期の54日と同じである。この種類の変光星は彩層の恒星磁場における潮汐摩擦によって変光すると考えられている。しかし、アンドロメダ座λ星系はほぼ円軌道で公転しているので、変光の仕組みについては不明な点が残っている。X線の強度は、ROSAT衛星の観測によって 2.95×1030 erg/s と測定されている。

## 名称
アンドロメダ座λ星は古代バビロニアにおいて、Udkadua と呼ばれる悪魔を象った星座における踵の部分にあたる恒星として扱われていた。この名称はシュメール語で「大きく口を開けた嵐の悪魔」を意味する。2025年5月8日、国際天文学連合の恒星の命名に関するワーキンググループ (Working Group on Star Names, WGSN) は、この Udkadua という名称をアンドロメダ座λ星の固有名として正式に承認した。
アラビア天文学において、アンドロメダ座λ星とアンドロメダ座ι星、そしてアンドロメダ座κ星の3個の恒星の並びは「鎖に繋がれた女性の手」を意味する Kaff al-Musalsala または Keff al Salsalat と呼ばれていた。また、「雌ラクダの頭」を意味する Ra’s al-Nāqa と呼ばれるアステリズムの一部としても扱われていた。
中国では、飛行する蛇神を意味する螣蛇（拼音: Téng Shé タンサ）という星官が、アンドロメダ座λ星、とかげ座α星、とかげ座4番星、はくちょう座π2星、はくちょう座π1星、HD 206267A、ケフェウス座ε星、とかげ座β星、カシオペヤ座σ星、カシオペヤ座ρ星、カシオペヤ座τ星、カシオペヤ座AR星、とかげ座9番星、アンドロメダ座3番星アンドロメダ座7番星、アンドロメダ座8番星、アンドロメダ座κ星、アンドロメダ座ι星、アンドロメダ座ψ星から形づくられている。アンドロメダ座λ星そのものは、螣蛇十九（拼音: Téng Shé shíjiǔ）、つまり騰蛇の19番星と呼ばれている。